# 伊丽莎白·卡恩
伊丽莎白·卡恩（英語：Elizabeth Cann，1979年3月21日—），英格蘭女子羽毛球運動員。

## 簡歷
2010年10月，卡恩代表英格蘭參加印度新德里舉行的英联邦运动会羽毛球比賽，贏得混合團體和女子單打兩面銅牌。

## 主要比賽成績
只列出曾進入準決賽的國際賽事成績：
| 年份   | 賽事                 | 公開賽級別 | 項目     | 成績   |
| ------ | -------------------- | ---------- | -------- | ------ |
| 2007年 | 美國羽毛球大獎賽     | 大獎賽     | 女子單打 | 準決賽 |
| 2008年 | 蘇格蘭羽毛球國際賽   | 國際挑戰賽 | 女子單打 | 冠軍   |
| 2008年 | 義大利羽毛球國際賽   | 國際挑戰賽 | 女子單打 | 準決賽 |
| 2010年 | 比利時羽毛球國際賽   | 國際挑戰賽 | 女子單打 | 亞軍   |
| 2010年 | 蘇格蘭羽毛球國際賽   | 國際挑戰賽 | 女子單打 | 亞軍   |
| 2011年 | 哈爾科夫羽毛球國際賽 | 國際挑戰賽 | 女子單打 | 準決賽 |
| 2011年 | 比利時羽毛球國際賽   | 國際挑戰賽 | 女子單打 | 準決賽 |
| 2012年 | 愛沙尼亞羽毛球國際賽 | 國際系列賽 | 女子單打 | 亞軍   |
| 2012年 | 荷蘭羽毛球國際賽     | 國際挑戰賽 | 女子單打 | 準決賽 |

| 2007-2017年 | 首要超級賽 | 超級賽 | 黃金大獎賽 | 大獎賽 | 國際挑戰賽 | 國際系列賽 | 未來系列賽 | 其他 |

| 2018-2026年 | 總決賽 | 超級1000賽 | 超級750賽 | 超級500賽 | 超級300賽 | 超級100賽 | 國際挑戰賽 | 國際系列賽 | 未來系列賽 | 其他 |

### 奧運會和世錦賽參賽紀錄
|          | 2001 | 2003 | 2004 | 2005 | 2006 | 2007 | 2008 | 2009 | 2010 | 2011 |
| -------- | ---- | ---- | ---- | ---- | ---- | ---- | ---- | ---- | ---- | ---- |
| 女子單打 | 64強 | －   | －   | －   | －   | －   | －   | －   | －   | 32強 |